# 人马宫

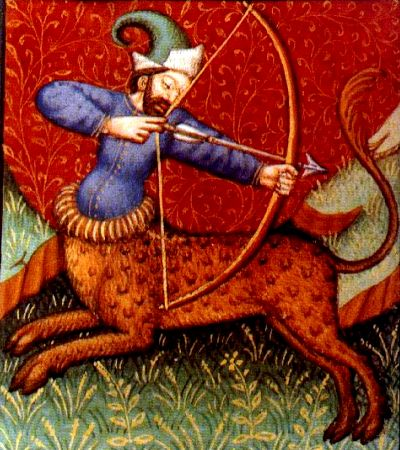
射手

人馬宮，又稱射手宮，在占星术上是黃道帶上的第九個星宮，指出生日期為小雪後至冬至，約為每年11/22~12/21。本宮源自希臘神話中之半人馬，其對反星宮是雙子宮。
作為星座的Sagittarius，正稱名稱爲人馬座。然而受日文影響，台灣在一般市售的星象學專書中，是將此星宮稱為射手座，而非人馬座。香港則沿用人馬座這正式稱呼。

## 符號及象徵

人馬座的天文符號

人馬宮的天文符號由弓和箭组成，代表理智，守護星（西方占星學）與附庸星（也門占星學）為代表權力的木星，南交點、智神星也在此擢升。另外人馬座亦代表人的大腿及壯年時期，代表色為紫色。此外，在密宗占星學中，人馬座的神秘守護星為地球，層次守護星為火星。

### 符號編碼
人馬宮符號編碼記載於雜項符號。
- U+2650 ♐ SAGITTARIUS

## 屬性
人馬宮、白羊宮及獅子宮都屬於亞里士多德時期認為構成宇宙的四大元素火、土、風、水中的火象星座，意象為火焰底部，溫度最低，但有最多火花；在占星學的三分類法中則屬於本位（又稱主導）、固定、變動中的變動星座；而在占星學的二分類法中則屬於陽、陰中的陽性星座。與它面對面的星座是雙子宮。

## 外部鏈接
- Sagittarius in Elore.com （页面存档备份，存于）
- Sagittarius In-Depth （页面存档备份，存于）
- Daily Overview Horoscope for Sagittarius （页面存档备份，存于）
- All About Sagittarius （页面存档备份，存于）
- Horoscopes （页面存档备份，存于）
- 人馬座Sagittarius (22/11 - 21/12) （页面存档备份，存于）